# الشركة الوطنية الإيرانية للبتروكيماويات
الشركة الوطنية الإيرانية للبتروكيماويات (بالفارسية: شرکت ملی صنایع پتروشیمی)، وهي شركة تابعة لوزارة البترول الإيرانية، مملوكة من قبل حكومة جمهورية الإسلامية الإيرانية. وهي مسؤولة عن تطوير وتشغيل قطاع البتروكيماويات في البلاد. تأسست الشركة في عام 1964، وبدأت أنشطتها من خلال تشغيل مصنع سماد صغير في شيراز. اليوم، الشركة الوطنية للبتروكيماويات هي ثاني أكبر منتج ومصدر للبتروكيماويات في الشرق الأوسط. على مدى هذه السنوات، لم توسع فقط نطاق وحجم منتجاتها، بل اتخذت أيضا خطوات في مجالات مثل البحث والتطوير لتحقيق المزيد من الاكتفاء الذاتي.
وقد تم تطوير منطقتين اقتصاديتين خاصتين على الساحل الشمالى للخليج الفارسي لتكونا موطن لمشروع الشركة الوطنية للبتروكيماويات الجديد. وتتمتع هاتان المنطقتان بقدرة جيدة على الوصول إلى المواد الأولية ومرافق البنية التحتية والأسواق المحلية والدولية والقوى العاملة الماهرة. وعلى الرغم من الضغط الذي تمارسه الجمهورية الإسلامية على برنامجها النووي، تتوقع طهران أن تشهد زيادة في صادرات البتروكيماويات من 5.5 مليار دولار في عام 2007 إلى ما مجموعه نحو 9 مليارات دولار في عام 2008. وتدعو الخطة الخمسية الرابعة (2005-10) إلى توسيع إنتاج البتروكيماويات أربعة أضعاف لتصل إلى 56 مليون طن سنويا.